# ハワード・パイル
ハワード・パイル（Howard Pyle 1853年3月5日 - 1911年11月9日）は、アメリカ合衆国のイラストレーター・著述家。後進の育成にも努めた。

## 伝記
デラウェア州ウィルミントン出身で、晩年はイタリアのフィレンツェで過ごした。
1894年からパイルはドレクセル美術・科学・産業協会（現在のドレクセル大学）でイラストレーションを教え始め、1900年には「ハワード・パイル・イラストレーションアート学校」という彼自身の学校を設立した。ブランデーワイン地方のイラストレーターたちやワイエス家のアーティストたちは後にヘンリー・ピッツによって「ブランデーワイン学校」（ブランデーワイン派）と呼ばれるようになった。パイルの有名な生徒にはオリーブ・ラッシュ、N・C・ワイエス、フランク・スクーノヴァ、エリナー・アボット、エレン・バーナード・トンプソン・パイル、ジェシー・ウィルコックス・スミスなどがいる。
1883年に出版され古典となった『ロビン・フッドのゆかいな冒険』は今日でも刊行されているほか、パイルの書物には中世ヨーロッパを舞台にしたものが多く、アーサー王物語の4巻本がその名声を確固たるものにした。
1888年にはオリジナル作品『銀のうでのオットー』を著した。また『ハーパーズ・ウィークリー』や『セントニコラス・マガジン』などといった定期刊行物で歴史物や冒険物の挿絵も描いた。パイルの『鉄の男たち』は1954年には『フォルウォスの黒楯』として映画化された。
パイルは1910年に壁画の研究のためイタリアのフィレンツェへ渡航し、そこで1911年に腎臓病（ブライト病）のため急逝した。
パイルは存命中から広く尊敬されており、現在もなおイラストレーターやファインアーティストたちによって高く評価されている。同世代の画家であったフィンセント・ファン・ゴッホは兄弟に宛てた手紙の中で、パイルの作品のため「感嘆のあまり言葉が出なくなった」と記している。

## 主要作品
『ハーパーズ・ウィークリー』やその他の定期刊行物、児童書などでの膨大なイラストレーションに加え、パイルは自身でも多くの本を著しイラストレーションを添えた。
『ロビン・フッドのゆかいな冒険』は数多いロビン・フッドの伝説とバラッドのパイルによる蒸留物で、彼が訴求しようとしていた子供の読者たちに適するよう修正されたものである。パイルはバラッド『ロビン・フッドのノッティンガムへの旅』を、賭け金を払わなかった森の住人たち14人をロビンが殺害した話から、盗賊がロビンを脅迫し、うち最初に弓を引いた1人だけを殺害した話に作り変えた。『ロビン・フッドとヘレフォードの司教』のようなロビンが旅行者の持ち物を全て盗む話では3分の1を犠牲者にも残し、3分の1は貧者に分け与える話に改変された。
パイルは歴史的な正確性にもバラッド同様それほどの関心を持たなかったが、それでもロビンが和解した王がリチャード獅子心王であったことに史実上矛盾しないよう『ロビン・フッドとキャサリン女王』の王女の名前をアリエノール王女に変更した。
実際のところ、この本の話はどれもパイル自身が考え出したものではない。しかしながらパイルは諸々の話を紡ぎ合わせることで1つの統合された物語を作り出した。例えば、カータル・フライアとの冒険は孤立した話ではなく、アラン・ア・デールが恋人エレンと結婚するために僧侶が必要だったのでフライア・タックを連れ戻すために開始された。『ロビン・フッドのジェスト』では試合に勝ったにもかかわらず異邦人であることを理由に殺されようとしていた無名のレスラーを騎士が助け、ロビンはそのための遅刻は許される、良き農民を助ける者はロビンにとって有用な者だと語った。パイルはこのレスラーが『ロビン・フッドと黄金の矢』に登場するドンカスターのデビッドだったことにした。ドンカスターのデビッドやアーサー・ア・ブランドのような、1つのバラッドにしか登場しない多くのキャラクターたちがパイルの小説的な話の処理によってより良く発展させられている。
パイルはまた、暗黒時代の盗賊男爵の息子の生涯を描いた物語『銀のうでのオットー』も著した。1887年には1日の24の時間に対応した24の話を集めた『不思議な時計』を書いた。それぞれの話にはその時間に行われる伝統的な家庭の出来事を語ったパイルの娘キャサリンによる詩句が前置きされ、物語は伝統的なヨーロッパの民話に基づいてパイルが書いた。同様の書物に、若い読者のための伝統的なお話からなり、魅力的な挿絵が添えられた『塩胡椒、もしくは若者のための調味料』がある。
パイルによる海賊伝説と絵を集めた『カリブ海の海賊』（Howard Pyle's Book of Pirates）がパイルの死後10年を経た1921年に出版された。

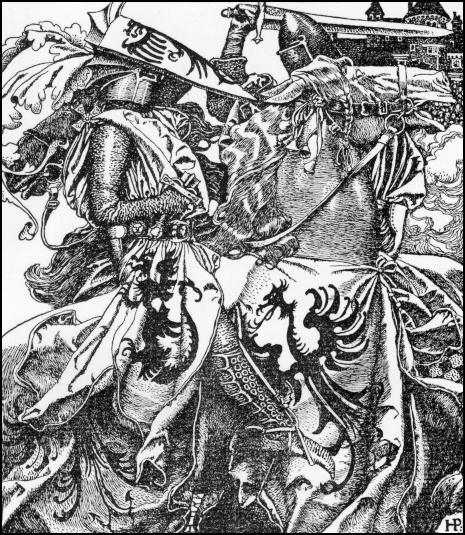
『アーサー王と騎士たち』(1902)から「馬上試合で剣を折るケイ」
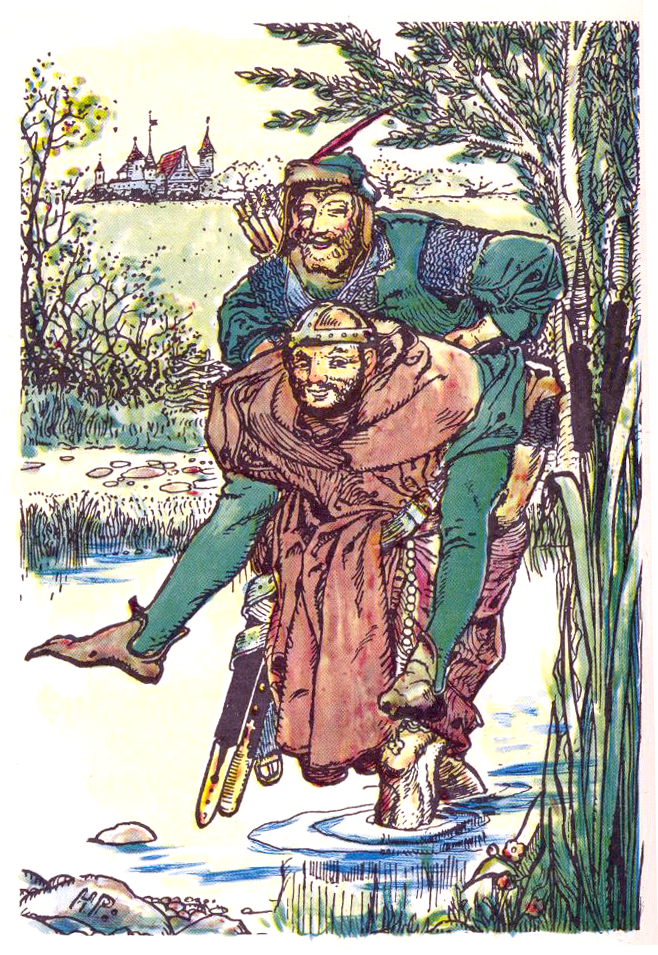
『ロビン・フッドのゆかいな冒険』(1883)の自筆イラストレーション
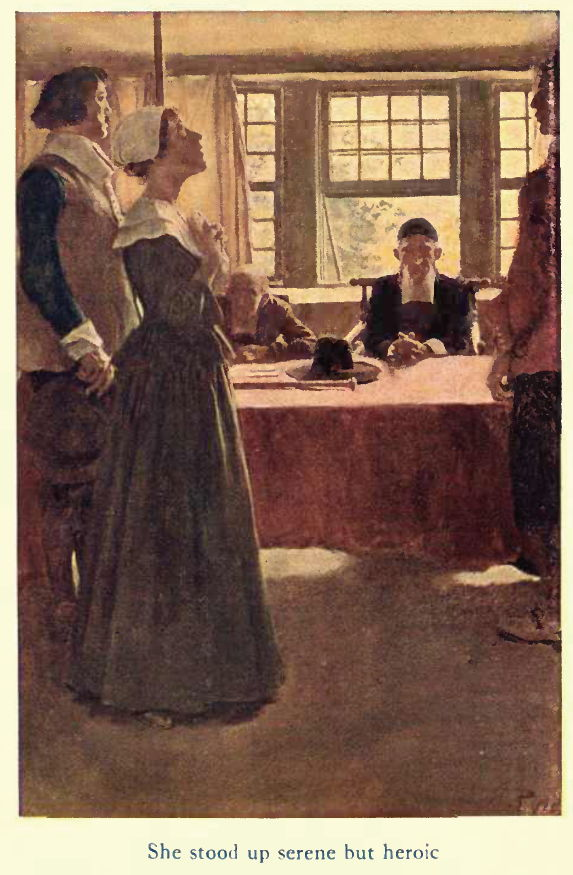
ヘンリー・ピーターソン『ダルシベル、昔のセーレムの物語』の挿絵(1907)
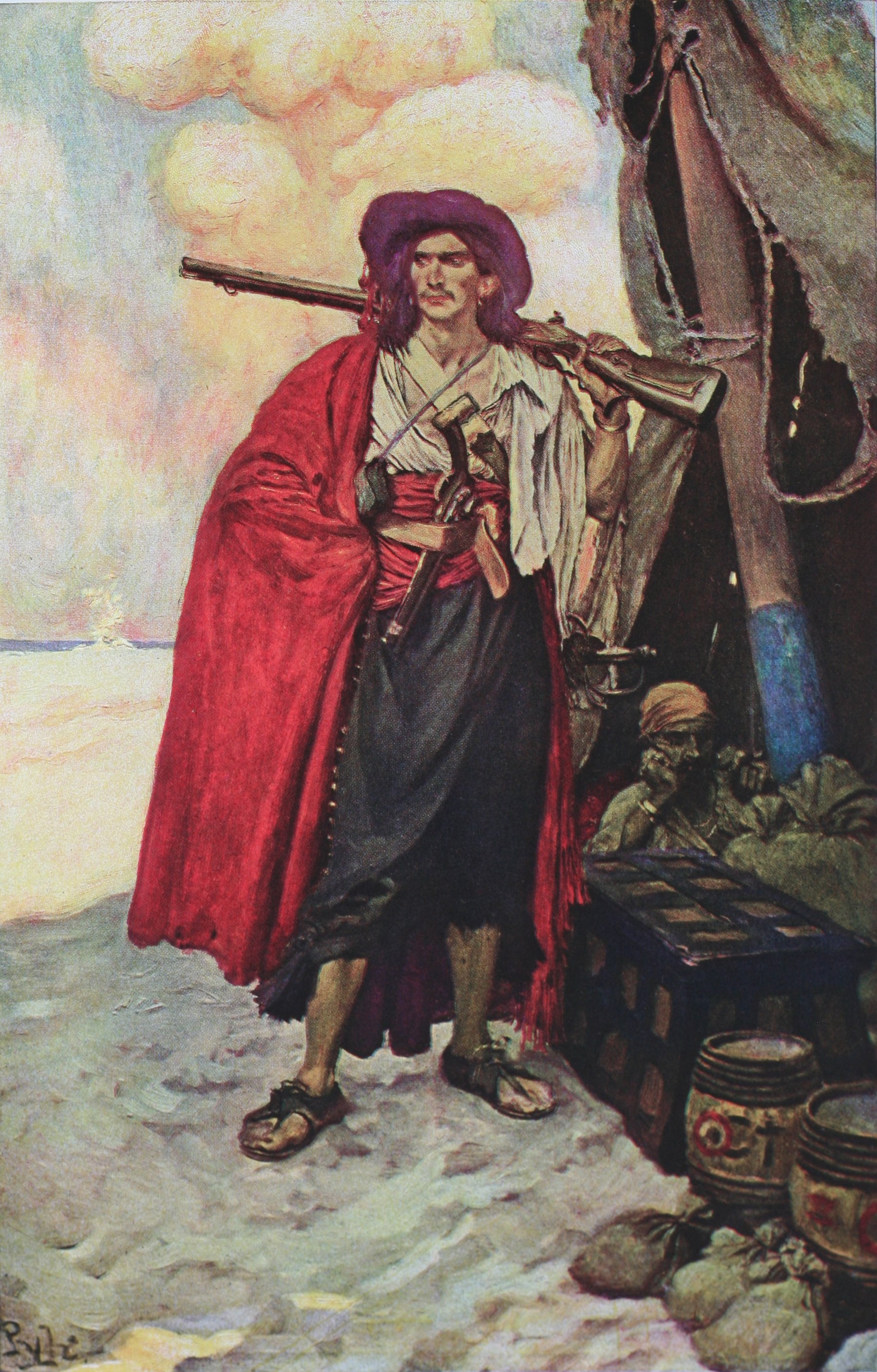
『カリブ海の海賊』より
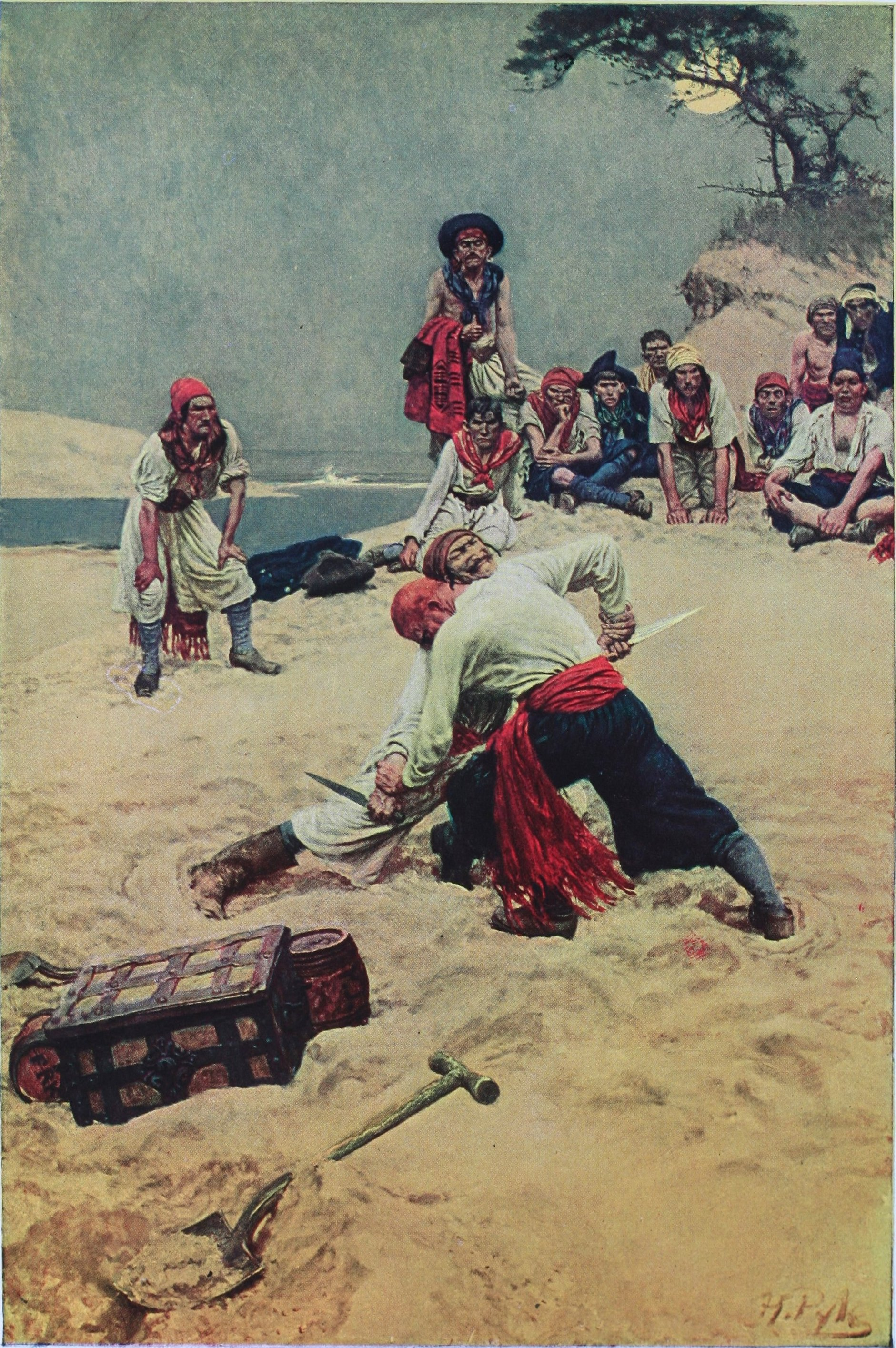
『カリブ海の海賊』より、お宝を奪い合う海賊たち
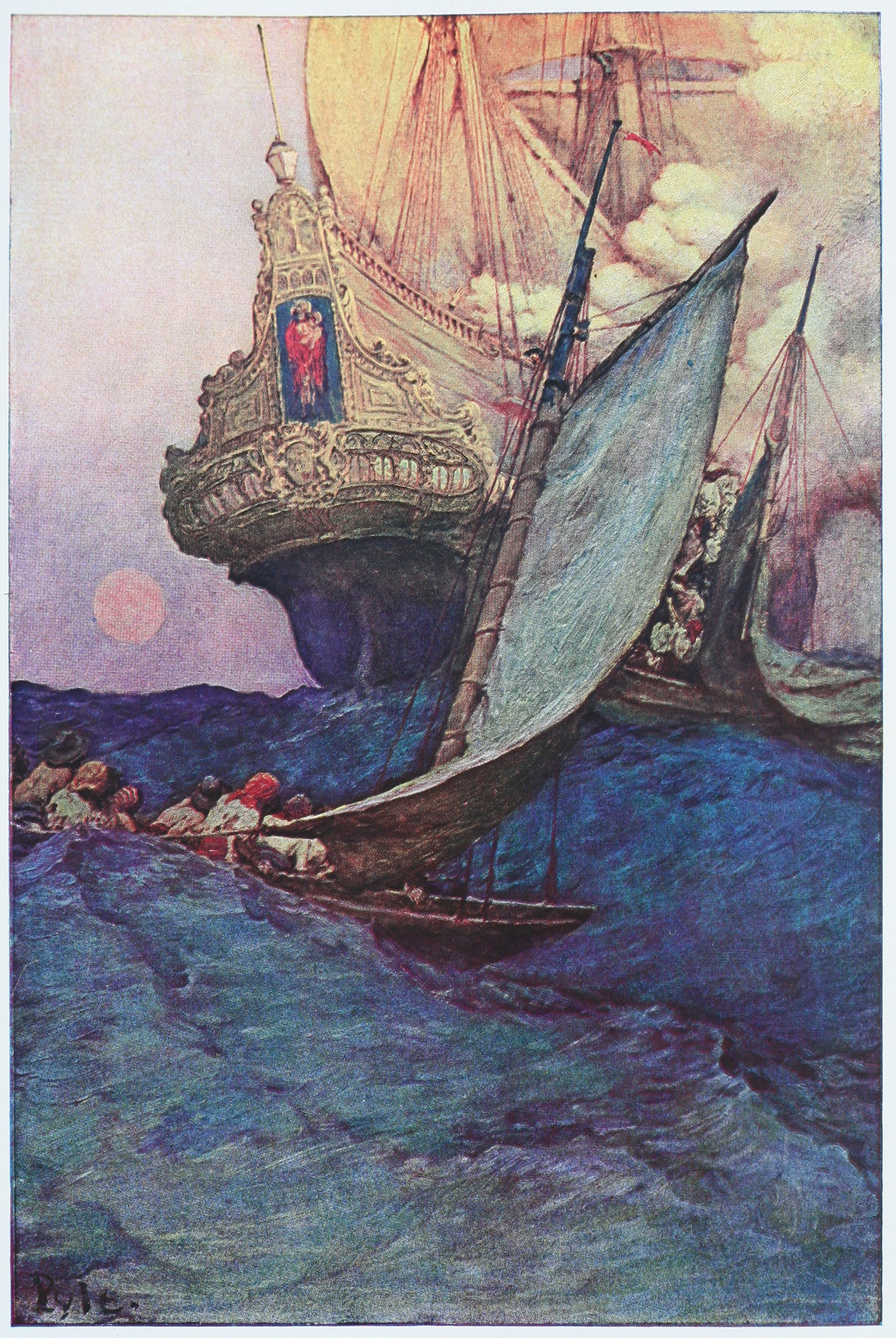
『カリブ海の海賊』より、船に接近する海賊